# Apate bilabiata
Apate bilabiata är en skalbaggsart som beskrevs av Pierre Lesne 1909. Apate bilabiata ingår i släktet Apate och familjen kapuschongbaggar. Inga underarter finns listade i Catalogue of Life.